# القوات البحرية الكازاخية
القوات البحرية الكازاخية أو القوات البحرية الكازاخستانية أو البحرية الكازاخية (بالقازاقية: Қазақстан Әскери-теңіз күштері؛ بالروسية: Военно-морские силы Казахстана) هي فرع القوات البحرية للقوات المسلحة لجمهورية كازاخستان. تعمل البحرية الكازاخية بشكل أساسي في بحر قزوين وتتمركز حالياً في مدينة أكتاو الساحلية.
يبلغ قوام الفرع حالياً 3000 فرد وهو مجهز أساساً بزوراق دورية وكاسحات ألغام وسفينة أبحاث.

## تاريخها
خدم أسطول بحر قزوين التابع للبحرية السوفيتية في شواطئ جمهورية كازاخستان الاشتراكية السوفيتية سابقاً. تقلص الأسطول، بعد تفكك الاتحاد السوفيتي، ما جعل القوة الكازاخستانية تعمل بمثابة قوام البحرية المشكلة حديثاً. تأسست القوات البحرية الكازاخستانية في أبريل 1993 كقاعدة بحرية للجيش الكازاخستاني. نشطت القاعدة، التي كانت تتمركز في أكتاو، بداية من 17 أغسطس 1996، على الرغم من كون كازاخستان واحدة من أكبر الدول غير الساحلية على وجه الأرض. أصبحت القاعدة البحرية جزءاً من الوحدات البحرية التابعة لخدمة حرس الحدود التابعة للجنة الأمن القومي لكازاخستان في يوليو 1999. ثم أصبحت فرعاً عسكرياً منفصلاً بموجب مرسوم رئاسي في 7 مايو 2003. قدم الرئيس الكازاخستاني نور سلطان نزارباييف، بصفته القائد الأعلى للقوات المسلحة بأكملها، راية المعركة إلى البحرية الكازاخستانية في فبراير 2010. كما افتُتحت القاعدة الجوية رقم 612 في أكتاو بعد عام، في 2011.

## الهيكل

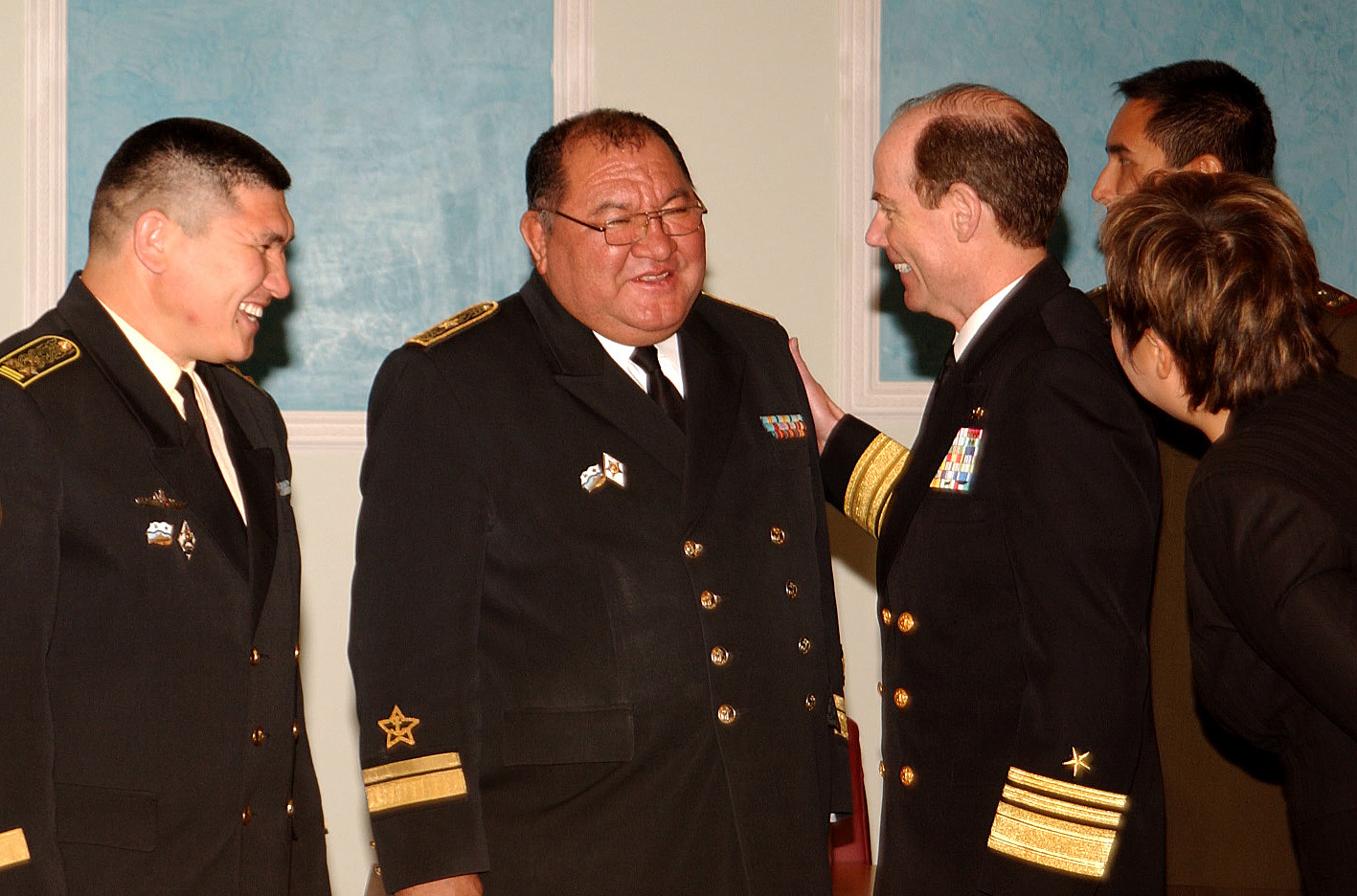
الفريق البحري كيفين كوسجريف، قائد القيادة المركزية للقوات البحرية الأمريكية يحيي الأدميرال راتمير كومراتوف قبل اجتماع في العاصمة الكازاخستانية أستانا.

تشكل الوحدات التالية هيكل البحرية الكازاخستانية:
- مقر البحرية
- وحدة القوات الخاصة
- المدفعية الساحلية
- أسطول بحر قزوين
- حرس الحدود التابع للجنة الأمن القومي لجمهورية كازاخستان
  - الفرقة البحرية الأولى (باوتينو)
  - الفرقة البحرية الثانية (باوتينو)
  - الفرقة البحرية الثالثة (أتيراو)

## أكاديمية أكتاو البحرية
كانت أكاديمية أكتاو البحرية التابعة لوزارة الدفاع الكازاخستانية بمثابة المؤسسة التعليمية الرئيسية للقوات البحرية. تأسست في مارس 2001 بقرار من الحكومة الوطنية خلفاً للمدرسة الفنية المهنية رقم 2 التي سبقتها. بحيث أعيد تنظيمها لتصبح أكاديمية بحرية في 10 يوليو 2003، مما أدى إلى رفع مستوى وضعها كمدرسة عسكرية معترف بها على المستوى الوطني. خدم خريجو الأكاديمية في السفن والوحدات الساحلية للوحدات البحرية والقوات البحرية لدائرة حرس الحدود التابعة للجنة الأمن القومي لجمهورية كازاخستان. توقف نشاط الأكاديمية وأُغلقت في 2011.

## القادة
- أدميرال راتمير كومراتوف (6 نوفمبر 2008 - 17 يوليو 2009)
- فريق بحري زاندربك جانزاكوف (30 سبتمبر 2009 - 18 أبريل 2018)
- عميد بحري ساكن بيكجانوف (18 نيسان 2018 - )

## المعدات البحرية
| سفن                            | بلد المنشأ | النوع         | في الخدمة | ملاحظات |
| قطع بحرية                      | قطع بحرية  | قطع بحرية     | قطع بحرية | قطع بحرية |
| ------------------------------ | ---------- | ------------- | --------- | --- |
| كازاخستان                      | كازاخستان  | زورق صواريخ   | 4         | فئة كازاخستان |
| مانغيستاو سفينة صواريخ ومدفعية | كازاخستان  | زورق صواريخ   | 1         | رُفع علم البحرية الكازاخية على متن السفينة في أكتاو في ديسمبر 2017. وكُلفّت بالإبحار في أكتوبر. وصلت السفينة إلى باكو في يوليو 2018، للمشاركة في مسابقة «كأس البحر - 2018» الدولية. |
| تُرك                            | تركيا      | زورق دورية    | 2         | |
| أو بي في-62                    | إسرائيل    | زورق دورية    | 2         | |
| شالداغ                         | إسرائيل    | زورق سريع     | 6         | جُمعت في أذربيجان |
| 10750إ كاسحة الميناء           | روسيا      | كاسحة ألغام   | 2         | كُلفت بالعمل في 2017. |
| المشروع 01340جي                | روسيا      | سفينة أبحاث   | 1         | يُعرف أنها سفينة مسح بحري باسم زايك. |
| طائرات                         |            |               |           | |
| سو-27                          | روسيا      | طائرة مقاتلة  | 2         | |
| ميل مي-24                      | روسيا      | مروحية هجومية | 12        | [ 16 ] |

## الرتب والشارات

### رتب الضباط
شارات ورتب الضباط المفوضين.(1)
| القوة العسكرية                       | الضباط الأمراء                       | الضباط الأمراء  | الضباط الأمراء  | الضباط الأمراء    | الضباط الأمراء    | الضباط الأمراء     | الضباط الأمراء     | الضباط الأمراء                | الضباط الأمراء                | الضباط الأمراء               | الضباط القادة                | الضباط القادة                | الضباط القادة                | الضباط القادة          | الضباط القادة          | الضباط القادة           | الضباط الأعوان          | الضباط الأعوان          | الضباط الأعوان  | الضباط الأعوان  | الضباط الأعوان  | الضباط الأعوان | الضباط الأعوان | الضباط الأعوان | الطلاب     | الطلاب     | الطلاب     | الطلاب     | الطلاب     | الطلاب     | الطلاب     | الطلاب     | الطلاب     | الطلاب | الطلاب | الطلاب |
| ------------------------------------ | ------------------------------------ | --------------- | --------------- | ----------------- | ----------------- | ------------------ | ------------------ | ----------------------------- | ----------------------------- | ---------------------------- | ---------------------------- | ---------------------------- | ---------------------------- | ---------------------- | ---------------------- | ----------------------- | ----------------------- | ----------------------- | --------------- | --------------- | --------------- | -------------- | -------------- | -------------- | ---------- | ---------- | ---------- | ---------- | ---------- | ---------- | ---------- | ---------- | ---------- | ------ | ------ | ------ |
| البحرية الكازاخية                    |                                      |                 |                 |                   |                   |                    |                    |                               |                               |                              |                              |                              |                              |                        |                        |                         |                         |                         |                 |                 |                 |                |                |                |            |            |            |            |            |            |            |            |            |        |        |        |
| Жоғарғы Бас қолбасшының القائد العام | Жоғарғы Бас қолбасшының القائد العام | Адмирал أدميرال | Адмирал أدميرال | Вице-адмирал فريق | Вице-адмирал فريق | Контр-адмирал لواء | Контр-адмирал لواء | Бірінші дәрежелі капитан عقيد | Бірінші дәрежелі капитан عقيد | Екінші дәрежелі капитан رائد | Екінші дәрежелі капитан رائد | Үшінші дәрежелі капитан مقدم | Үшінші дәрежелі капитан مقدم | Капитан-лейтенант نقيب | Капитан-лейтенант نقيب | Аға лейтенант ملازم أول | Аға лейтенант ملازم أول | Аға лейтенант ملازم أول | Лейтенант ملازم | Лейтенант ملازم | Лейтенант ملازم | Кадет طالب     | Кадет طالب     | Кадет طالب     | Кадет طالب | Кадет طالب | Кадет طالب | Кадет طالب | Кадет طالب | Кадет طالب | Кадет طالب | Кадет طالب | Кадет طالب |        |        |        |

### رتب أخرى
شارات ورتب ضباط الصف والمجندين.(2)
| مجموعة الرتب           | كبار ضباط الصف         | كبار ضباط الصف         | كبار ضباط الصف          | كبار ضباط الصف          | كبار ضباط الصف          | كبار ضباط الصف                    | كبار ضباط الصف                   | كبار ضباط الصف               | كبار ضباط الصف         | كبار ضباط الصف                   | كبار ضباط الصف                   | كبار ضباط الصف                   | كبار ضباط الصف                   | كبار ضباط الصف                   | كبار ضباط الصف                   | كبار ضباط الصف                  | كبار ضباط الصف                  | كبار ضباط الصف                  | كبار ضباط الصف                  | كبار ضباط الصف                  | كبار ضباط الصف                  | كبار ضباط الصف  | صغار ضباط الصف  | صغار ضباط الصف  | صغار ضباط الصف  | صغار ضباط الصف   | صغار ضباط الصف   | صغار ضباط الصف   | مجندون           | مجندون           | مجندون           | مجندون           | مجندون           | مجندون           | مجندون           | مجندون |
| ---------------------- | ---------------------- | ---------------------- | ----------------------- | ----------------------- | ----------------------- | --------------------------------- | -------------------------------- | ---------------------------- | ---------------------- | -------------------------------- | -------------------------------- | -------------------------------- | -------------------------------- | -------------------------------- | -------------------------------- | ------------------------------- | ------------------------------- | ------------------------------- | ------------------------------- | ------------------------------- | ------------------------------- | --------------- | --------------- | --------------- | --------------- | ---------------- | ---------------- | ---------------- | ---------------- | ---------------- | ---------------- | ---------------- | ---------------- | ---------------- | ---------------- | ------ |
| البحرية الكازاخية      |                        |                        |                         |                         |                         |                                   |                                  |                              |                        |                                  |                                  |                                  |                                  |                                  |                                  |                                 |                                 |                                 |                                 |                                 |                                 |                 |                 |                 |                 |                  |                  |                  |                  |                  |                  |                  |                  |                  |                  |        |
| Шебер-старшина رقيب صف | Шебер-старшина رقيب صف | Шебер-старшина رقيب صف | Штаб-старшина رقيب ثالث | Штаб-старшина رقيب ثالث | Штаб-старшина رقيب ثالث | Бірінші сыныпты старшина رقيب ثان | Eкінші сыныпты старшина رقيب أول | Үшінші сыныпты старшина رقيب | Бас старшина عريف ثالث | Бірінші сатылы старшина عريف ثان | Бірінші сатылы старшина عريف ثان | Бірінші сатылы старшина عريف ثان | Бірінші сатылы старшина عريف ثان | Бірінші сатылы старшина عريف ثان | Бірінші сатылы старшина عريف ثان | Екінші сатылы старшина عريف أول | Екінші сатылы старшина عريف أول | Екінші сатылы старшина عريف أول | Екінші сатылы старшина عريف أول | Екінші сатылы старшина عريف أول | Екінші сатылы старшина عريف أول | Аға матрос عريف | Аға матрос عريف | Аға матрос عريف | Аға матрос عريف | Матрос جندي بحري | Матрос جندي بحري | Матрос جندي بحري | Матрос جندي بحري | Матрос جندي بحري | Матрос جندي بحري | Матрос جندي بحري | Матрос جندي بحري | Матрос جندي بحري | Матрос جندي بحري |        |

## الهوامش
1. تنتمي هذه الرتب إلى النظام العسكري السوفيتي وقد تُرجمت بشكل تقريبي إلى رتب تخدم في البحريات العربية.
2. باستثناء رتب (الرقيب والرقيب أول والعريف والجندي) فإن أغلب هذه الرتب ليس لها مقابل في العسكريات العربية وقد تُرجمت بشكل تقريبي.